# Hip-hop pinoy
Le hip-hop pinoy, ou rap pinoy, aussi appelé hip-hop philippin désigne le mouvement et la culture hip-hop ayant émergé aux Philippines.

## Histoire

### Origines
Étant donné que les Philippines étaient une colonie des États-Unis de 1898 à 1946, la culture américaine a eu un profond impact sur le développement du pays, y compris sur sa scène hip-hop, connue sous le nom de hip-philippin hop, hip-hop Pinoy ou rap Pinoy. Avec environ 20 bases militaires américaines sur son territoire, comme la base aérienne de Clark à Angeles City et la base navale de Subic Bay à Olongapo, les villes entourant ces sites ont été parmi les premières à être exposées à la culture américaine, car le contact avec des militaires afro-américains, américains-philippins et latinos a donné lieu aux premiers contacts des habitants à ce nouveau genre musical.
Pour de nombreux Américains-philippins, ces zones de contact militarisées ont fonctionné comme des intermédiaires importants entre personnes et culture, en particulier dans la diffusion et le développement du hip-hop au sein d'un réseau de communautés philippins-américains. Or, les Philippines ont été le premier pays en Asie à voir une scène de hip-hop s’installer sur leurs territoires à cause de l’influence américaine.
Le hip-hop pinoy est rappé et chanté en tagalog, anglais, cebuano, ilokano, bicolano et d'autres langues provenant de l’archipel philippin. Bien que la langue soit un problème permanent et qu’elle affecte l'identité du rap pinoy, ce type de rap est entièrement philippin, car il représente les racines, les expériences et la fierté nationale du pays.

### XXesiècle
Popularisé dans les années 1980 et utilisé comme le « langage des adolescents », le rap pinoy est composé d’une immense variété de messages, allant de valeurs morales et de questionnements sociaux, jusqu’à des sujets comiques et amusants. À cette époque, les artistes émergents cherchaient à intégrer des éléments ethniques dans la culture de la musique hip-hop. Ceux-ci désiraient donc créer de nouveaux sons et un langage musical à partir de sources autochtones qui sauraient toucher la culture de masse.
Les origines du rap pinoy remontent à l'émergence du Sugarhill Gang (1979–1985, 1994–) « Rapper's Delight » (1979), qui est devenu si populaire à Manille que le chanteur et comédien philippin Dyords Javier (George Javier) a enregistré une parodie intitulée « Na onseng délice » (Conduit à croire, 1980). Avec « Nunal » (Taupe mystérieuse, 1980) de Vincent Dafalong (1953 * –2017), il fut l’un des premiers morceaux de rap enregistrés aux Philippines.
L’âge d'or fait généralement référence à la période de la fin des années 1980 et du début des années 1990, lorsque la popularité du hip-hop commençait à prendre de l’ampleur et que plus en plus de style de rap se formait, le genre s'est lentement développé au cours des années 1980, mais a rapidement atteint le grand public lorsque Francis Magalona a sorti son premier album « Yo ! » qui comprenait le hit nationaliste « Mga Kababayan » (mes compatriotes) en 1990. Magalona, qui rappe à la fois en anglais et en tagalog, est devenu un pionnier du genre et la première superstar de rap philippin. En 1992, Francis Magalona a montré ses innovations stylistiques avec la sortie de son deuxième album Rap is FrancisM.. Aujourd’hui, ce projet est considéré comme l'un des plus grands albums de rap pinoy et une pierre angulaire de ce genre musical. En 1994, Death Threat a sorti le premier album de gangster rap philippin intitulé « Gusto Kong Bumaet » (je veux être bon).
Un autre artiste hip-hop philippin qui s'est fait connaître dans les années 1990 était Andrew E., anciennement basé à Los Angeles, qui a ensuite fondé son propre label, Dongalo Wreckords, ainsi que le groupe de rap Salbakuta. Lors de cette période, les Philippins et leurs familles aux États-Unis se partageaient de la musique. Les Philippins et les Philippins américains échangeaient des albums de rap, des cassettes et des CD à travers l'océan Pacifique, en personne ou par la poste. À la fin des années 1990, le rap Pinoy commençait à se séparer de plus en plus de l’influence américaine en développant ses propres tempos, sons et sujets à travers sa musique. Cette évolution permet alors à ce genre musical de se distinguer et à se donner une identité proprement philippine.

### XXIesiècle
Au début des années 2000, le rap pinoy devient un des genres les plus populaires au pays. Ils compétitionnent avec le rock pinoy qui s’était établi comme le style de musique le plus populaire aux Philippines.
Sur la scène internationale, le rap pinoy se fait ressentir entre autres grâce à Apl.de.ap. En faisant partie du groupe les Black Eyed Peas, il est capable d’utiliser sa plateforme pour promouvoir le rap pinoy et parler des problèmes qui habite son pays natal. Sur les albums « Elephunk » et « Monkey Business », Apl.de.ap chante des chansons en tagalog et en anglais.
Lors des années 2000, l'utilisation de l’anglais reste un sujet controversé dans le rap pinoy. Il y a eu des débats entre les artistes qui utilisent les langues philippines et ceux qui utilisent uniquement l'anglais, en particulier dans le courant populaire. De nombreux artistes rap croient que l’industrie de la musique aux Philippines souffre d’une mentalité coloniale et que cela favorise ceux qui rappent en anglais uniquement. Tandis que d’autres croient qu’en mélangeant leurs langues natales et l’anglais, ils réussissent à atteindre un plus grand public, et cela permet d’accroitre la popularité du genre.
Gloc-9 devient l'un des artistes hip-hop les plus accomplis des Philippines lors des années 2000 grâce à son style vocal rapide. Francis M. le reconnaitra comme étant l’un des meilleurs rappeurs de sa génération. Il a popularisé des chansons de rap qui parlent des problèmes sociaux philippins. À travers ses chansons, il aborde des sujets reliés aux problèmes mentaux, à l’homosexualité, la dépendance, la violence conjugale, etc.
Au milieu des années 2010, le trap pinoy va surgir. Inspiré par des rappeurs américains comme Gucci mane, Migos et Young Thug, les rappeurs philippins développent leur propre style de trap caractérisé par des rimes faisant référence à des sujets beaucoup moins politiquement conscients.
Le raptivisme se fait encore sentir lors de cette époque. Avec le gouvernement Duterte, les rappeurs philippins utilisent leurs voix pour dénoncer le système en place et les inégalités qui continuent d’exister aux Philippines. En 2020, le rappeur Tito Uncle a sorti le morceau « Louis XVI » en collaboration avec le producteur IZE!. Ses paroles condamnent le fascisme de l'État et la brutalité policière.
Avec l’ère du streaming, les rappeurs philippins sont capables de distribuer plus facilement leurs contenus à l’extérieur des frontières. Cela leur permet de toucher un plus grand public et de se faire approcher par des maisons de productions qui siègent à l’extérieur des Philippines. La nouvelle génération de rappeur philippin est constituée de Shanti Dope, Ez Mil, MBnel, Ruby Ibarra, Kiyo, Flow G et plusieurs autres.

### Perception
Pour les jeunes philippins, le hip hop - et la culture DJ, plus spécifiquement - peut servir de véhicule pour repenser les frontières de leur identité ethnique et la perception de vivre la « fierté pinoy ». En mettant en évidence les façons dont la jeunesse philippine a créé son propre espace dans le hip hop et, à son tour, utilisé la musique noire pour affirmer davantage son identité philippine.
L’opinion élitiste considère le rap pinoy comme étant « baduy ». Ce terme est une expression en tagalog signifiant pas cool, démodé, de mauvais goût, dépareillé (vêtements), ou sans raffinement dans le style ou la classe. La raison pour laquelle il est considéré comme "baduy" est qu'il y a des chansons avec des paroles absurdes et des nuances misogynes. Selon cette pensée, ce n'est pas branché de parler tagalog dans des chansons.

## Mouvement

### Turntablism
Le « turntablism » est l'art de composer de la nouvelle musique en empruntant, en mélangeant et en séparant un ou plusieurs enregistrements similaires. Cette technique a débuté dans des fêtes undergrounds, puis est passée à une forme d'art international acclamée par plusieurs.
En tant que lieux cruciaux de socialisation, les espaces publics ont favorisé une production de hip-hop chez les jeunes philippins américains. Les garages de banlieue étaient un lieu important pour la création de la scène DJ philippine américaine. À Daly City, la base militaire offrait une scène pour le hip-hop sur les planchers des centres communautaires, les terrains de racquetball et les clubs d'officiers. Par la suite, les équipements de DJ et les albums de musique étaient partagés entre les Américains-philippins et les Philippins, ce qui a permis à ceux-ci de développer le « turntablism » aux Philippines. Dans les années 1990, les artistes hip-hop d'origine philippine ont pris de l'importance et ont fini par dominer la forme artistique du DJ en introduisant le monde à un style de grattage plus innovant en utilisant une grande variété de nouvelles techniques.
Le groupe qui était à la pointe de ce mouvement était Les Invisible Skratch Picklz (ISP). Les Invisibl Skratch Piklz étaient une équipe de DJ hip-hop de descendance philippins dont les acrobaties tactiles étaient plus précisément servies par le terme (inventé par le fondateur de Piklz DJ Q-Bert) "turntablist". Principalement formé de 5 membres (bien que leur composition change constamment), le noyau du groupe se composait de Q-Bert (Rich Quitevis), "Mixmaster Mike" Schwartz et Shortkut (J. Cruz), avec les nouveaux venus D-Styles et Yoga Frog remplaçant le membre fondateur DJ Disk (Lou Quintanilla).
Le 7 septembre 1997, l'International Turntablist Federation (ITF) a tenu ses deuxièmes championnats du monde annuels au Palais des Beaux-Arts de San Francisco dans différentes catégories de compétences : scratch, beat jonglage, équipes ou DJ groupes, etc.. Lors de cette compétition, les DJ philippins constituaient la majorité des concurrents. Pour ces artistes, les tables tournantes sont leur instrument de musique, tout comme une guitare ou une batterie dans un groupe traditionnel. Aujourd'hui, la jeunesse philippine a une présence omniprésente non seulement dans la scène de combat DJ, mais aussi dans la scène des clubs, la scène des fêtes universitaires et la radio.

### Raptivisme
Un style de rap qui est très populaire aux Philippines, le raptivisme peut-être retracé jusqu’au début du rap pinoy grâce aux chansons de Francis M.. Ce genre de rap invoque un type d'« activisme culturel » impliquant des chants de résistance et de prise de conscience qui poussent ses auditeurs à l'action politique. Bien qu'il y ait des rappeurs philippins / o-américains plus « mainstream » (par exemple Apl.de.Ap des Black Eyed Peas), la montée en puissance du rap philippin / o-américain à la fin des années 1990 et au début des années 2000 peut être attribuée à la popularité du « raptivisme », qui fusionne le lyrisme du rap et l'activisme communautaire. Le passé colonial, l’instabilité politique, les inégalités sociales, la toxicomanie et les gangs de rues sont tous des sujets qui sont rapportés dans ce genre de rap. Les messages qu’on retrouve dans le raptivisme touchent souvent des problèmes culturels et sociaux liés à la vie aux Philippines.

### Scène underground
Pour plusieurs rappeurs philippins, c’est sur la scène underground de rap que ceux-ci font leurs débuts. C’est à travers cette communauté que les rappeurs gagnent la reconnaissance, la crédibilité et le respect de leurs pairs. Le hip-hop underground est un terme qui identifie la musique hip-hop en dehors du genre populaire/commercial. Il est généralement associé à des artistes indépendants, signés par des labels indépendants ou pas de label du tout. Le hip-hop underground est souvent caractérisé par des paroles socialement conscientes, positives ou anti-commerciales. Parmi les actes underground qui ont connu un succès important aux Philippines, il y a les groupes Pamilia Dimagiba, Bawal Clan, 727 Clique, Blue Scholars, Native Guns, Kontrast, etc. Pour la majorité d’entre eux, ils partagent leurs enregistrements à travers l’internet et en se dirigeant vers des lieux publics comme des parcs ou des stations de métro.

## Artistes

### Francis Magalona
Considéré par plusieurs comme étant le plus grand rappeur philippin de tous les temps, Francis Malagona est celui qui a réussi à mettre de l’avant le rap pinoy aux Philippines. Avec la sortie de son premier album Yo! en 1990, il a été le premier artiste philippin à générer un succès commercial à travers un album de hip-hop aux Philippines. À travers ses paroles chantées en anglais et en tagalog, le rappeur émet des messages politiquement conscients et inspirants. Ceci l’aide à catapulter le hip-hop philippin underground à un statut plus populaire. De plus, cet album a également marqué la naissance du Makabayang (rap nationaliste) dans le hip-hop philippin.
En 1992, Francis Magalona sort « Rap Is FrancisM ». Ce projet est très considéré par plusieurs comme l'un des plus grands albums de rap pinoy. Avec des pistes traitant des divers problèmes culturels et sociaux qui sévissent dans son pays tels que la toxicomanie dans "Mga Praning" (paranoïa), l'instabilité politique dans "Halalan" (élections) ainsi que les effets néfastes d'une mentalité coloniale dans "Tayo'y Mga Pinoy" (nous sommes philippins), la complexité et le message conscient de l’album lui ont rapidement valu son statut de classique et sont devenus la norme par laquelle les futurs albums de ce genre devaient être comparés.
Le 6 mars 2009, Francis Magalona rend l’âme après un long combat avec la leucémie. Plusieurs artistes philippins et internationaux lui rendent hommage pour l’immense impact qu’il a eu envers son pays et le rap pinoy.

### Andrew E.
Andrew Espiritu est un rappeur philippin qui a largement contribué à la croissance du rap pinoy aux Philippines. Il a adopté le nom d'Andrew E lorsqu'il est devenu DJ dans des discothèques de haute gamme à Manille. C’est là qu'il a été découvert par le célèbre musicien Ramon Jacinto. Au milieu des années 1990, Andrew E. fonde Dongalo Wreckords, la première maison de production de rap aux Philippines. Avec ce label, Andrew E. cherche à découvrir de nouveaux artistes hip-hop provenant des Philippines. C’est entre autres à travers Dongalo Wreckords que le groupe de hip-hop Salbakuta fait ses débuts. Lors de sa carrière, Andrew E. sort plus de 40 albums auto-enregistrés et produits pour d'autres artistes. Son album le plus récent « Clubzilla » est nommé « album de l'année » par les PMPC Awards en 2010. Aujourd’hui, Andrew E. a trouvé une autre carrière en tant que mentor pour les jeunes rappeurs philippins qui essaye de percer dans le milieu musical.

### Artistes philippins-américains
Sur la scène internationale de hip-hop, plusieurs américano-philippin ont su laisser leur marque. Parmi eux, il y a Apl.de.ap du groupe les Black Eyed Peas. Originaire des Philippines, Apl.de.ap décrit souvent les aspects de la vie aux Philippines dans ses chansons. The Apl Song, Bebot et Mare sont quelques chansons dans lesquels il rappe en anglais et en tagalog.
Un autre artiste de descendance philippine qui a connu du succès au niveau mondial est Chad Hugo. Fils de parents philippin, Hugo fait partie du groupe de producteur The Neptunes et le groupe N.E.R.D. Il a collaboré avec les plus grands noms du hip-hop comme Drake, Jay-z, Snoop Dogg, Diddy, etc. Son style de production est fortement inspiré de la scène underground philippine des années 1990.